# Karl Drechsler (musiker)
Karl Drechsler, född den 27 juni 1800 i Kamenz, död den 1 december 1873 i Dessau, var en tysk violoncellist. 
Drechsler, som var virtuos på sitt instrument, tog 1820 anställning i hovkapellet i Dessau. År 1824 begav han sig till Dresden, där han var elev till Dotzauer. År 1826 blev han hertiglig kapellmästare. 